# Портрет Вінстона Черчилля
«Портрет Вінстона Черчилля» (англ. Portrait of Winston Churchill) — картина британського художника Грема Вівіана Сазерленда, створена у 1954 року. Полотно було замовлено депутатами палати громад і членами палати лордів на честь 80-річчя сера Вінстона й урочисто вручено йому у Вестмінстерському палаці, за що художник отримав 1 тисячу гіней. Картина не сподобалася Черчиллю, він взяв зі своєї дружини обіцянку, що «полотно ніколи не побачить світла». Довгий час після вручення картина зберігалася в підвалі садибного будинку сім'ї Черчілль, подружжя навідріз відмовлялися експонувати її на тимчасових виставках. Все це породжувало сумнів у тому, що полотно все ще існує.
Тема створення портрета Вінстона Черчилля і його знищення за ініціативою дружини політика неодноразово привертала увагу засобів масової інформації. Спочатку це сталося в кінці 1970-х років, коли підтвердився факт спалення полотна. Британська газета The Sunday Telegraph (англ.) розмістила статтю, яка породила дискусію про право сім'ї політика здійснювати подібну дію відносно твору мистецтва, нехай навіть він і належав їй як приватна власність (на той час умови перебування полотна у сім'ї Черчилля ще не були відомі в деталях). Того ж 1978 року цілу статтю портрету присвятила і американська газета The New York Times. У 2010-х роках в таких великих виданнях, як The Times і The Telegraph, знову з'явилися публікації на тему картини Сазерленда, цього разу у зв'язку з нововідкритими документами почалася дискусія про найбільш вірогідну версію обставин знищення полотна та осіб, безпосередньо причетних до цього акту. Історія полотна знайшла зображення в мемуарах сучасників, наукових монографіях, науково-популярних роботах, документальному та ігровому кіно. Деякі підготовчі начерки до картини Сазерленда збереглися і розміщені в колекції Національної портретної галереї Великої Британії в Лондоні і в Художній галереї лорда Бівербрука
Мистецтвознавець, директор Художньої галереї Єльського університету в 1957—1971 роках Ендрю Карндафф Рітчі назвав картину Сазерленда «однією з найкращих в наш час» «і як портрет, і як твір живопису». Трагічна загибель полотна вважається «найсумнозвіснішим актом безглуздого знищення в історії сучасного британського мистецтва».

## Опис
Черчилль був зображений, сидячи в кріслі, без сигари. У нього обличчя втомленої людини з опущеними куточками губ, руки лежать на підлокітниках крісла. Історик Силия Лі описувала картину так: «Вінстон виглядав тендітним, сидячи в кріслі, він горбився, одне плече у нього було піднято вище за інше… його ніздрі були підняті вгору і демонстрували ознаки недавно перенесеного інсульту, він злегка привідкрив рот, були помітні складки зморшок під підборіддям». Вона писала, що коли Черчилль стояв на сцені Вестмінстер-холу поруч з портретом, то можна було переконатися: «Зображення на портреті старше приблизно на двадцять років у порівнянні з фігурою, що стоїть перед ним». Вона нагадувала, що в той час преса публікувала фотографії тільки в чорно-білих тонах, а модні й художні журнали — кольорові репродукції. Оскільки вони використовували свої власні колірні ефекти, то картина поставала перед глядачем в різних тонах, залежно від того, як вона була представлена. Деякі видання затемнювали фон до темно-коричневого, в результаті чого фігура Вінстона ледь могла бути помітна, тоді як інші тонували полотно в жовтий і оранжевий кольори, виділяючи цим фігуру політика, що було значно гірше для його зображення.
Техніка виконання полотна — олійний живопис по полотну. Розмір картини — 147,3 × 121,9 см. Такі параметри сам Сазерленд назвав Руді фон Лейдені на особистій зустрічі 1979 року.
У Національній портретній галереї в Лондоні зберігаються підготовчі роботи до полотна: начерк обличчя політика (олія, полотно, 1954, 34,5 × 31,1 см, в музеї з 1980 року, дарунок подружжя художника, інв. NPG 5332, був продемонстрований на виставці «Обличчя Британії: влада» у вересні 2015 — січні 2016 років), малюнок олівцем остаточного варіанту (папір, промивка, 1954, 57,0 × 44,0 см, інв. NPG 6096, придбаний 1990 року), ранній начерк композиції портрета, де фігура політика зміщена вправо (в альбомі начерків художника, 1954, 26,0 × 36,2 см, в музеї з 1980 року, дарунок подружжя художника, інв. NPG 5330), нарис кисті Черчилля (ручка, чорнило, олівець, папір, 1954, 21,0 × 16,5 см, в музеї з 1980 року, дарунок подружжя художника, інв. NPG 5334), зображення обличчя політика в тричетвертному обороті (полотно, олія, 1954, 40,3 × 30,5 см, в музеї з 1980 року, дарунок подружжя художника, інв. NPG 5334) і виконане пастеллю обличчя політика в тричетвертному обороті (1954, 54,6 × 41,6 см, в музеї з 1980 року, дар подружжя художника, інв. NPG 5334). У Художній галереї Бивербрук також є значна кількість проєктів, які Сазерленд створив в процесі роботи над портретом.
На деяких начерках до портрета рукою Грегема Сазерленда зроблені ледь помітні замітки, але їх можливо розшифрувати. Серед них: «Зроблено, коли В [інстон]. С [пенсер].  [Черчилль]. грає в шашки з [Мері?] Соумс 14 але [ября] 1954 [року]». Далі йшли шість текстових уточнень до окремих елементів портрета-ескіза: брови, вилиці, тіні під підборіддям, верхня губа, скроні, повіки…

## Історія створення

### Замовлення
Картина «Портрет Вінстона Черчилля» британського художника Грегема Сазерленда волею обставин стала найбільш відомим портретом політика. 1954 року Черчиллю виповнювалося 80 років, він наближався до завершення свого другого терміну прем'єрства. Ідея подарувати йому на день народження саме картину належала голові Комітету із вшанування Вінстона Черчилля лейбористу Френку Макліві (англ.). Палата громад мала також вручити Черчиллю від себе книгу в красивій палітурці з написом-присвятою і з підписами всіх тих її депутатів, які приєдналися до привітання (невелика частина депутатів відмовилася вітати політика).
Картина була замовлена Сазерленду членами обох палат британського парламенту. Вони зібрали 1000 гіней для фінансування створення портрета. Історик Силия Лі писала, що це були індивідуальні пожертви членів всіх політичних партій, які засідали в палаті громад і палаті лордів. Така сума грошей на той час була доволі значною.
Доктор філософії в галузі історії мистецтва, співробітник Кінгстонського університету Джонатан Блек у своїй книзі, присвяченій втіленню образу Черчилля в живописі, уточнював, що в особливому парламентському комітеті, який займався портретом, спершу обговорювали кандидатуру іншого художника — визнаного в той час портретиста Герберта Джеймса Ганна, який незадовго до цього написав добре прийнятий громадською думкою і критиками портрет королівської сім'ї. Ганн, проте, був занадто дорогим живописцем. Тоді депутат від Лейбористської партії Дженні Лі (англ.) За підтримки секретаря Комітету, депутата від Консервативної партії Чарльза Дауті (англ.) запропонувала молодого, художника, який лише недавно увійшов в моду і тому брав за свої послуги дешевше, — Грегема Сазерленда. 
Сазерленд на той час заслужив репутацію художника-модерніста завдяки недавнім успішним портретам, зокрема зображенню Сомерсета Моема 1949 року. Його тягнуло змальовувати людей і сюжети такими, якими вони справді були, без прикрас; деякі з людей, яких він писав, вважали його несхильність до лестощів формою жорстокості або зневаги до тих, хто залежав від нього.
Знавець теоретичної спадщини Черчилля, директор Інституту історичних досліджень Лондонського університету Девід Кеннедайн писав, що замовлення полотна Грегему Сазерленду відбувся з ініціативи великого британського мистецтвознавця Кеннета Кларка. 
Кілька днів потому, а саме 14 липня 1954 року, Чарльз Дауті відправив Сазерленду лист, офіційно запрошуючи його написати портрет. Полотно мало бути написане «на повен зріст» і бути завершеним до вручення політику в день народження (картину передали ювіляру в залі засідань палати громад 30 листопада 1954 року). Художник дав згоду, хоча у нього були сумніви з приводу такого гучного замовлення. У процесі консультацій між Сазерлендом і секретарем комітету зачепили два питання:
- Вінстон Черчилль повинен бути зображений в тому костюмі, в якому він зазвичай присутній на засіданнях в парламенті;
- Портрет повинен бути переданий політику в його день народження (за словами історика Силії Лі, Черчилль сам ніяково попросив, щоб йому дозволили забрати картину додому для демонстрації в одній з кімнат[7]), але після його смерті полотно має повернутися в палату громад. Художнику навіть показали місце на стіні, де воно буде знаходитися згодом.

Чарльз Дауті, секретар Парламентського комітету, однак, написав Сазерленду в приватному листі: «Деталі [портрета], костюм, місце дії і інші питання повинні, звісно, стати предметом домовленості між Вами та сером Вінстоном. Ми, звісно, не намагатимемося втручатися в технічні питання такого роду». Щодо того, де і коли полотно буде знаходитися, в листі не згадувалося. Пізніше Макліві заявив, що Сазерленду не поставили жодних умов. Однак деякі члени Комітету дійсно припускали, що портрет буде поміщений в палаті громад, хоча ніякої угоди на цей рахунок не було укладено. Інші видатні політики, чиї портрети прикрашають зали Вестмінстер-голу і які були набагато менш успішними чи знаменитими, ніж Вінстон Черчилль, були зображені в парадних костюмах. 
Дочка політика Мері Соумс в біографії матері писала, що передача картини в парламент після смерті політика дійсно обговорювалася на ранній стадії підготовки до святкування його дня народження, «але цю умову, звісно, не було сформульовано в жодному документі, про який я знаю». Цю ідею, за її словами, також «не згадували у жодному з виступів на презентації картини».
Кілька тижнів після замовлення Сазерленд контактував з близьким другом Вінстона Черчилля лордом Бівербруком, який ще 1951 року запропонував Сазерленду написати Черчилля з натури. Пізніше, вже під час роботи над портретом, саме лорда Бивербрука художник інформував про її просування.

### Робота художника над полотном
У Великій Британії того часу Сазерленд сприймався як один із двох найбільших сучасних діячів зображеного мистецтва. Він мешкав в Уельсі, в Пембрукширі. В основному художник писав картини та фрески на релігійні сюжетих, а також створював і портрети своїх виданих земляків. Серед них виходить портрет письменника Сомерсета Моема, написаний 1949 року.
Лорд Чарльз Моран (англ.), Особистий лікар Вінстона Черчилля з 1940 по 1965 рік, розповідав про процеси створення картин: "Після закінчення війни велика частина його [Черчилля] часу йшла при оформленні та редагуванні ролі, яку він зіграв в історії, тому було шоком, що його ідеї та ідеї Грегема Сазерленда виявилися такі далекі одна від одної". На думку Морана, наміри Сазерленда були щирими. Біда не була в цьому, «що він занадто захоплювався прем'єр-міністром, а в тому, що він занадто сліпо поклонявся йому». Грем Сазерленд мав намір зобразити такого Черчилля, який зупинив ворога та врятував Англію, а те, як політик, не сказавши ні слова, прийняв зобов'язання натурника, переконало художників, що він обрав правильний шлях. Сазерленд говорив: «Я хотів… зобразити Черчилля як скелю», «Черчиллів так багато. Я повинен знайти цього». Коли Моран зрозумів, що «художник задумав намалювати лева у безвихідному становищі», то намагався попередити його, але Сазерленд не прислухався до його слів.
Політик почав позувати Сазерленду у своїй садибі Чартуелл (англ.) 26 серпня 1954 року. Історик мистецтва, що спеціалізується на живописі XX століття, Дуглас Купер (англ.) стверджував, що портрет був завершений 20 листопада цього року. Письменник, телеведучий, букініст та колишній викладач Ворікського університету Рік Гекоскі також затверджував, що політика позиціювала художню роботу з серпня по листопад 1954 року. Дочка політика Мері Соумс писала, що батько погодився на три сеанси позування.
Черчилль із самого початку очікував, що буде зображений у вбранні лицаря Ордена Підв`язки. Політик не бажав бачити навіть натяку на подвійне підборіддя. Він також хотів, щоб художник зобразив його з нижчої точки зору. На вимоги політики художник відповів, що його попросили зобразити прем'єр-міністра так, як він зазвичай з'являється в палаті муніципалітету: у чорному піджаку, жилеті, смугастих штанах та плямистій краватці-метелику.
Три сеанси в Чартуеллі відбулися 26, 29 і 31 серпня 1954 року. Художник помітив, що рот Черчилля опущений в одному кутку, що насправді було наслідком інсульту, перенесеного прем'єр-міністром. Він залишався цілковитою таємницею. Хоча Сазерленд не здогадався про інсульт, але в той час зрозумів, що зі здоров'ям у політиці «щось пішло не так». Мистецтвознавець, автор монографії про творчість Сазерленда Рональд Еллі писав, що робота з безпосередньою участю натурнка продовжувалася протягом приблизно чотирьох тижнів, як в Чартвелі, так і в офіційній позаміській резиденції глави правління Великої Британії Чекерсі. Щодо позування в Чекерсі журналістка й літераторка Соня Пернелл обережно писала про «кілька сеансів» і два тижні, які пішли на це. Сазерленд зробив за цей час близько дванадцяти начерків олівцем та вуглем, шість начерків олією і велике число малюнків окремих частин тіла свого натурника та елементів його костюма: рук, очей, носа, рота, взуття…
Сам Сазерленд писав про зустріч з політиком під час першого сеансу позування: "Раптово я побачив, що за рогом дверей з'явився ніс — тільки один ніс, і це був Черчилль. Зі злегка косим пильним поглядом, який він використовував, я вважаю, щоб, частково, залякати людину, з якою зустрічався, він потис [мені] руку і показав мені свої руки, руки своєї матері… він думав, що руки його матері були схожі на його власні". Одного разу на одному з сеансів позування Черчилль сказав художнику, що вони беруть участь в поєдинку: можливо, вони повинні були б малювати один одного одночасно. Рік Гекоскі припустив, що Вінстон Черчилль був дратівливим і важким натурником, який зазвичай опускався на стілець перед художником під час сеансу після випивки під час обіду. У хорошому настрої він перебував «тільки завдяки присутності своєї собаки» (на ім'я Руфус). Деякі автори, навпаки, писали, що після обіду (саме тоді проходили сеанси) Черчилль ставав «млявим», оскільки звик до денного сну.

#### Стосунки між художником і Черчиллем
Мері Соумс, цитуючи сучасників, які спостерігали за створенням портрета, писала у своїй книзі «Черчилль: його життя художника», що Черчилль і Сазерленд добре ладнали один з одним. Згодом, оскільки він полюбив Сазерленда за час позування, політику було боляче, що «блискучий художник, з яким він подружився, сидячи перед ним, бачив в ньому [Черчиллы] грубого і жорстокого монстра». Вінстон на самому початку роботи над портретом запитав: «Ти маєш намір намалювати мене бульдогом чи херувимом?». Художник відповів: «Це залежить від того, що ти мені покажеш!». 1 вересня 1954 року Клементина Черчилль написала своєї дочки Мері, що Грегем Сазерленд - «найпривабливіша людина». Вона відмовлялася вірити, що дикі задуми, які він часто втілює на полотні, здійснюються його пензлем.
Особиста секретарка політика Джейн Портал доповнювала у своїх пізніх інтерв'ю сцену позування: Черчилль під час сеансів завжди писав або читав, також він диктував Портал листи, які вона друкувала на машинці; саме позування в садибі Чартуелл проходило в студії Вінстона Черчилля, яка розташовувалася в саду за межами будинку, за кілька ярдів вниз по крутому пагорбі; було від десяти до дванадцяти сеансів, кожен з яких тривав близько двох годин. 
По-іншому описувала позування Силия Лі. За її словами, під час сеансів був присутній особистий охоронець натурника Едмунд Мюррей, художник двічі запрошував свого особистого фотографа Фелікса Мана. Черчилль постійно курив сигари, і дим заважав роботі живописця (щоправда, він дарував свої дорогі сигари Сазерленду і навіть дозволяв забирати їх для друзів). Мистецтвознавець і художник Розалінд Тюїль згадувала, що модний фотограф журналу The Ambassador Елсбет Джуда свого часу зробила серію фотографій Черчилля, які дуже допомогли художнику, коли справа дійшла до створення остаточного варіанту картини. 
Вінстон Черчилль зміг побачити самий початок роботи над портретом і був вражений майстерністю малюнка Сазерленда. Сазерленду також сподобався його натурник. Художник сказав про Черчилля: «Він завжди був уважним, завжди добрим, завжди потішним і чуйним». Іноді з художником приходила його дружина, їй також вселяли симпатію Вінстон, дружина політика Клементина та інші члени їхньої сім'ї. Секретарка Черчилля Джейн Портал пізніше згадувала, що Сазерленд не дозволяв натурнику дивитися на полотно. «Він малював на аркуші паперу і говорив: Ось так воно і буде "», - писала вона. Кожен раз, коли Сазерленд залишав на час роботу, портрет був прикритий. Коли художник закінчив портрет, його одразу забрали. До цього часу ніхто з членів сім'ї політика картину так і не побачив. Джейн Портал через багато десятиліть в інтерв'ю навіть згадувала, що, коли Черчилль спробував домогтися дозволу стежити за процесом роботи, художник заявив йому: «Ні, у мене є правило - я ніколи не дозволяю побачити мою роботу, поки вона не буде закінчена».
Однак Сазерленд розповідав, що політик мав звичку вставати й підходити до мольберта, щоб побачити, як просувається робота над портретом. Одного ранку, коли Сазерленд повернувся до свого полотна, він виявив, що портрет «покращився» за ніч, і припустив, що Черчилль втрутився в процес створення картини. Сазерленд стверджував, що зробив олією ще два варіанти ескізу, які відрізняються від остаточної версії. Один був показаний серу Вінстону тільки після вручення на день народження. Пізніше він був закінчений і проданий лорду Бівербруку. На цьому ескізі на політику було вбрання кавалера Ордена Підв'язки. Інший художник пізніше подарував Альфреду Хехту.

### Вручення портрета
Черчиллю вдалося побачити зображення до вручення. За однією версією, він побачив картину за два тижні до врочистостей, і вона йому дуже не сподобалася. За іншою версією, це сталося за тиждень до вручення. Ентоні Форбс Мойр зберіг слова політика в той момент, коли він побачив роботу Сазерленда: «Хіба це не наклеп? Я не прийму це. Я не ввійду в історію в такому вигляді» (щоправда, Мойр стверджував, що Черчиллю показали не саме портрет, а його фотографію). За іншою версією, він заявив: «Я виглядаю як п'яниця, якого витягли з канави на Стренд». Він взяв обіцянку у дружини, що «картина ніколи не побачить денного світла». В'ячеслав Шестаков припустив, що насправді портрет роботи Сазерленда не сподобався політику «через його крайній реалізм та відсутність моменту ідеалізації, який зазвичай присутній в парадних портретах». На його думку, портрет не представляє Черчилля «ні янголом, ні бульдогом», це портрет «втомленого літньої людини, яка напружено дивиться в майбутнє». До інших мотивів невдоволення полотном з боку політика Соня Пьорнелл додавала, що «картина була написана у гнітючих відтінках сірого й коричневого кольорів, які він терпіти не міг».
Сам Грегем Сазерленд не виключав ще одного варіанту. Черчилль міг думати, що художник, бувши переконаним прихильником Лейбористської партії, хотів ( «був найнятий», за висловом Сазерленда) дискредитувати цим портретом політика через відмінності поглядів з ним. З цією теорією змови погоджувався і Кеннет Кларк. Депутат від Лейбористської партії Емріс Г'юз, який сидів під час святкового обіду на честь ювілею навпроти Черчилля, на повен голос дійсно заявив: «Відмінний портрет депресивного старого, який думає о про атомну бомбу», однопартійці зустріли його зауваження сміхом.
Дружині прем'єр-міністра Клементині, якій Грегем Сазерленд показав картину до того, як її побачив Вінстон, на перший погляд, здалося, що картина їй подобається ( «Я не можу віддячити вам належним чином», - сказала вона художнику зі сльозами на очах), але пізніше вона прийшла поділитися своїми враженнями з Вінстоном. Бачачи, як глибоко він був засмучений цією роботою художника, вона й пообіцяла йому, що «полотно ніколи не побачить світла». Мері Соумс (дочка Черчилля, яка була присутня при цій події) писала в книзі про матір, що вперше та побачила закінчену картину в кінці жовтня 1954 року, коли обідала з Кеннетом Кларком і його дружиною, які були її старими друзями, в замку Солтвуд. Сазерленд спеціально передав картину Кларк, сподіваючись, що вони покажуть її Клементині. «Деякий час вона вивчала картину, а потім схвально говорила про неї та хвалила її правдивість», - стверджувала Соумс. Якими б не були її погляди на картину, Клементина продовжувала підтримувати дружні відносини з Сазерлендом. На початку грудня 1954 року народження, вже після вручення портрета, художник послав їй ескіз руки прем'єр-міністра, який він зробив під час сеансів. У своїй відповіді Клементина написала: «Я зворушена, що Ви вирішили передати мені ескіз руки Вінстона. Спасибі Вам велике!». Соумс, однак, писала, що Клементина, знищивши згодом картину, ніколи не шкодувала про те, що зробила, і« всього за кілька місяців до своєї смерті вона підтвердила, що не змінила свєї думку з цього питання ні на йоту»апртре.
Існує лист Черчилля, який він відправив Сазерленду напередодні церемонії вручення. У ньому політик розповідає йому, що він думає про портрет: «Я вважаю, що картина, як би майстерно вона не була виконана, не підходить як подарунок від обох палат парламенту. Я сподіваюся тому, що між нами може бути погоджено заяву, яка буде прийнята комітетом [з підготовки церемонії]».
30 листопада 1954 року Вінстону Черчиллю виповнилося 80 років. Телепередачу з Вестмінстер-голу транслювали на всю країну в прямому ефірі на каналі BBC. Опублікований протокол заходу. Існує документальний фільм 1965 року, один з епізодів якого включає кінохроніку, яка відбила цю подію. Від імені парламенту картину передавав ювіляру лідер партії лейбористів Клемент Еттлі, який 1945 року змінив Черчилля на посаді глави британського уряду. Коли покривало впало з картини, Черчилль став, довго на неї дивився, а потім з іронією сказав присутнім: «Портрет є чудовим прикладом сучасного мистецтва. Він, безумовно, поєднує в собі силу і щирість. Це якості, без яких жоден активний член палати не може обійтися і не повинен боятися зустрітися з ними». Силия Лі стверджувала, що політик придумав і пропрацював цю фразу заздалегідь. Присутній в залі лорд Чарльз Моран згадував: «Виникла невелика пауза, а потім порив сміху охопив залу». Портрет доставили в Чартуелл, заміську садибу Черчилля. Широкий загал більше ніколи не побачив оригіналу роботи Сазерленда.

## Доля полотна
У своїй дисертації на здобуття наукового ступеня доктора філософії, захищеної в Університеті Лафборо 2018 року Мелані Візі згадує, що Рада Королівської академії мистецтв трохи згодом після урочистого вручення картини політику порушила питання про участь «Портрета Вінстона Черчилля» Сазерленда у традиційній щорічній виставці Академії. У результаті обговорення було прийняте рішення відмовитися від цієї ідеї через те, що «було б порушенням [моральних] принципів включати такі роботи, як портрет пана Сазерленда, просто для залучення уваги [публіки до виставки]».
Сілія Лі стверджувала, що через деякий час після вручення портрета група студентів-мистецтвознавців відвідала лондонський особняк Черчилля на Гайд-Парк Гейт, 28. Там вони нібито знайшли портрет повішеним в підвалі. Після цього про картину на двадцять три роки забули. Незабаром після смерті Вінстона його дружина продала свій лондонський будинок і купила квартиру в Південному Кенсінгтоні. Те, що картина не була передана в парламент після смерті сера Вінстона, пояснювали небажанням подружжя покійного розлучатися з полотном. Садиба Чартвелл після смерті Вінстона була звільнена Клементиною під музей в складі Національного фонду об'єктів історичного інтересу або природної краси. Картини там не було.

## Версії обставин знищення полотна і його оцінки

### Припущення про знищення особисто Клементиною Черчилль
Деякий час вважалося, що картина була знищена самої Клементиною Черчилль, яка вважала, що картина компрометує репутацію її чоловіка. Вона бачила, що ця картина не є тим героїчним образом воїна і державного діяча, який вона хотіла представити суспільству. У газетній статті 1978 року, повідомляла про загибель картини, говорилося: "Це було зроблено леді Черчилль по її власною ініціативою ще до смерті сера Уїнстона, вона ні з ким не консультувалася і нікому не повідомляла про свій намір ". 
В'ячеслав Шестаков у своїй книзі про Черчилля як політиці і художника, що вийшла 2014 року, писав навіть більш конкретно: «Клементина виконала обіцянку, через рік вона зробила варварський акт, спалила портрет Сазерленда в каміні».

## Реконструкція полотна
1978 року Грегем Сазерленд заявив, що міг би відновити портрет, оскільки збереглися всі начерки та ескізи до нього (у нього самого був лише один малюнок, але в колекції Бівербрука від 40 до 50), однак, додав: "Я не відчуваю особливого бажання робити це нині ". Художник припустив, що в майбутньому він міг би розглянути такий варіант: «Це буде залежати від того, хто попросив би мене … я міг би зробити це [і] просто для [самого] себе». Сазерленд був упевнений разом з тим, що портрет ніколи не буде замовлений жодним з членів сім'ї Черчилля.

## Нотатки
Коментарі
1. За версією В'ячеслава Шестакова (він не повідомляє у своїй книзі про джерело інформації з цієї проблеми) — 250 × 288 см.
2. Джейн Портал, особистий секретар Черчилля, в інтерв'ю через десятиліття помилково датувала сеанси позування вереснем
3. 2001 року Перегрин Спенсер-Черчилль в одному зі своїх інтерв'ю навіть прикрасив додатковими подробицями свій виступ Двадцятитрирічний давності: "Одного разу садівник палив листя в саду, а тітка Клеммі розрізала картину й наказала кинути її у вогонь
4. Нині на офіційному сайті Національної портретної галереї відсутня інформація про цю фотографію
5. Соня Пернелл також повідомляє про те, що Клементина спробувала «позбутися» від картини (про сюжет полотна вона не повідомляє) свого племінника Джона (англ.), Який був професійним художником і подарував цю картину своєї тітки на день народження. Пернелл пояснює цю спробу підозрою Клементина, що Джон є насправді незаконнонародженим сином Вінстона Черчилля. Коли її викрив один зі співробітників Вінстона, вона відразу ж відмовилася від свого задуму. Пізніше Клементина стверджувала, що полотно висить на стіні її спальні

### Наукова і наукова-популярна література
- Трухановский В. Г. Уинстон Черчилль. — 3-е изд. — М.: Международные отношения, 1982. — 464 с. — 103 000 экз.
- Шестаков В. П. Уинстон Черчилль. Между парламентом и палитрой. — СПб.: Алетейя, 2014. — 160 с. — (Историческая книга). — ISBN 978-5-91419-983-5.
- Alley R. Graham Sutherland. — London: Tate Gallery, 1982. — 184 p.
- Black J. Winston Churchill in British Art, 1900 to the Present Day: The Titan With Many Faces. — London: Bloomsbury Publishing, 2017. — 312 p. — ISBN 978-1472-5924-15.
- Cadloff E. B. Portrait of a prime minister: The Crown's view of Churchill (англ.) // The Globe and Mail: Газета. — 2016. — 12 December.
- Jones J. Winston Churchill, Graham Sutherland (1954) (англ.) // The Guardian: Газета. — 2001. — 2 November.
- Jackson P. Lady Destroyers // Females in the Frame. Women, Art, and Crime. — Cham: Springer International Publishing, 2019. — P. 11—37. — 227 p. — ISBN 978-3-030-20765-6. — doi:10.1007/978-3-030-20766-3.
- Veasey M. ‘Reforming Academicians’, Sculptors of the Royal Academy of Arts, c. 1948—1959. Doctoral Thesis submitted in partial fulfilment of the requirements for the award of Doctor of Philosophy of Loughborough University. — Loughborough: Loughborough University, 2018. — 286 p.
- Wrigley C. Winston Churchill: A Biographical Companion. — Santa Barbara: ABC-CLIO, 2002. — 367 p. — (Biographical Companions Series). — ISBN 978-0874-3699-08.